# Новий Учхоз
Новий Учхоз (рос. Новый Учхоз) — селище у Гатчинському районі Ленінградської області Російської Федерації.
Населення становить 2620 осіб. Належить до муніципального утворення Войсковицкое сельское поселение.

## Географія
Населений пункт розташований на південній околиці міста Санкт-Петербурга.

## Історія
Згідно із законом від 16 грудня 2004 року № 113—оз належить до муніципального утворення Войсковицкое сельское поселение.

## Населення
| 2007 | 2010  | 2017  |
| ---- | ----- | ----- |
| 2527 | ↘2445 | ↗2620 |